# Lista de consulados em Manaus
Esta é uma lista de consulados na cidade de Manaus.

## Consulados-gerais
- Colômbia[2]
- Coreia do Sul[3]
- Japão[4]
- Peru
- Venezuela

## Consulados e consulados-honorários
- Alemanha
- Áustria
- Bélgica
- Chile
- Cuba
- Dinamarca
- El Salvador
- Equador
- Espanha
- Filipinas
- Finlândia
- França
- Grécia
- México
- Noruega
- Países Baixos
- Polónia
- Portugal
- Reino Unido
- República Dominicana
- Suécia
- Suíça
- Turquia

## Agência consular
- Estados Unidos